# Шаграй
Шаграй (каз. Шағрай) — упразднённое село в Аягозском районе Восточно-Казахстанской области Казахстана. Входило в состав Бидайыкского сельского округа. Исключено из учётных данных в 2017 г. Код КАТО — 633453400.

## Население
По данным 1999 года, в селе не было постоянного населения. По данным переписи 2009 года, в селе проживало 77 человек (34 мужчины и 43 женщины).